# Branchiostoma floridae
Branchiostoma floridae (флоридский ланцетник) — вид хордовых из семейства ланцетниковых (Branchiostomatidae). Его геном был секвенирован. Было выявлено, что из числа хордовых морфологически более примитивные оболочники ближе к позвоночным, чем ланцетники.
На эмбриональной стадии эти ланцетники имеют личиночную глотку с асимметричными жаберными щелями. Их устройство делает B. floridae асимметричными слева направо.